# Listă de comunități neîncorporate din statul Georgia (Statele Unite)
- Prezenta pagină este o listă de comunități neîncorporate din statul Georgia din Statele Unite ale Americii.

- Pentru orașele (în engleză cities) din Georgia, vedeți Listă de orașe din statul Georgia (Statele Unite).
- Vedeți și Listă de târguri și sate din statul Georgia (Statele Unite).
- Vedeți și Listă de locuri desemnate pentru recensământ (CDP) din statul Georgia (Statele Unite).
- Vedeți și Listă de comunități neîncorporate din statul Georgia (Statele Unite).

## Lista alfabetică

### A
- Anna
- Atco
- Avondale

### B
- Belfast
- Bethany
- Black Creek
- Blitchton

### C
- Cassville
- Crestview

### E
- Ellabelle
- Elmodel

### F
- Fort Mudge
- Franklinton

### G
- Grooverville

### H
- Hard-Up
- Hopeulikit
- Hortense

### I
- Ellabelle

### K
- Keller

### L
- Lizella

### N
- Narrows

### Q
- Queensland

### P
- Pidcock

### R
- Rockingham
- Rowland Springs
- Rydal

### S
- Sofkee
- Stilesboro

### W
- Walden
- Waynesville

## Alte legături interne
- Categorie:Liste de orașe din Statele Unite după stat
- Categorie:Liste de târguri din Statele Unite după stat
- Categorie:Liste de districte civile din Statele Unite după stat
- Categorie:Liste de sate din Statele Unite după stat
- Categorie:Liste de comunități desemnate pentru recensământ din Statele Unite după stat
- Categorie:Liste de comunități neîncorporate din Statele Unite după stat
- Categorie:Liste de localități dispărute din Statele Unite după stat
- Categorie:Liste de rezervații amerindiene din Statele Unite după stat
- Categorie:Liste de zone de teritoriu neorganizat din Statele Unite după stat